# Distretto rurale di Kahama
Il distretto rurale di Kahama  è un distretto della Tanzania situato nella regione di Shinyanga. È suddiviso in 35 circoscrizioni (wards) e conta una popolazione di 523 802 abitanti (censimento 2012).
Elenco delle circoscrizioni:
- Bugarama
- Bukomela
- Bulige
- Bulungwa
- Bulyanhulu
- Busangi
- Chambo
- Chela
- Chona
- Idahina
- Igunda
- Igwamanoni
- Isaka
- Jana
- Kashishi
- Kinamapula
- Kisuke
- Lunguya
- Mapamba
- Mega
- Mpunze
- Mwalugulu
- Mwanase
- Ngaya
- Ntobo
- Nyankende
- Sabasabini
- Segese
- Shilela
- Ubagwe
- Ukune
- Ulewe
- Ulowa
- Ushetu
- Uyogo